# Ungro-Vlahia

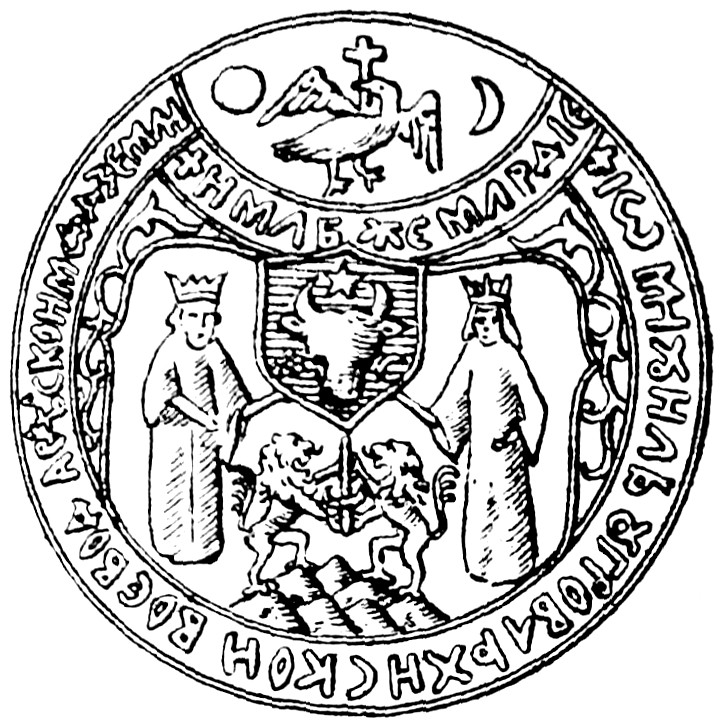
Pecetea lui Mihai Viteazul

Ungro-Vlahia sau Ungrovlahia este numele dat Țării Românești în sursele grecești (Patriarhia de Constantinopol) și în unele izvoare slavone din perioada medievală. Pentru a o deosebi de Valahiile Balcanice și de Moldova, Țării Românești i s-a spus Ungro-Vlahia, adică Valahia dinspre Ungaria. 
Mitropolia Ungrovlahiei a purtat această denumire de la înființarea ei, în secolul al XIV-lea, până în 1990.
Înainte de secolul al XIV-lea, Valahia era denumită de popoarele din jur cu diverse nume:
- Vlașco în sursele bulgare;
- Vlașca (Влашка – scris cu litere chirilice, sau Vlaška – scris cu litere latine) în sursele sârbești;
- Havasalföld ("șesul înzăpezit"), în limba maghiară sau
- Havaselve (Terra Transalpina: pământurile de peste munți), tot în limba maghiară;
- Eflak (derivat turcesc din vlah) în Imperiul Otoman.[necesită citare]